# Àguila batallaire
L'àguila batallaire o àliga saltimbanqui (Terathopius ecaudatus) és una au rapinyaire de la família dels accipítrids (Accipitridae). És l'única espècie del gènere Terathopius Lesson, 1830. Àmpliament distribuïda per l'Àfrica subsahariana, el seu estat de conservació es considera en perill d'extinció.

## Descripció
D'inconfusible aspecte pel seu plomatge negre i el seu cap i urpes adornades amb tonalitats rogenques intenses.

## Taxonomia
Pertany a la subfamília Circaetinae i es troba emparentada amb l'àliga marcenca.